# Eugen Bădălan
Eugen Bădălan (n. 30 decembrie 1951, Traian, Brăila, România) este un general de armată român, care a îndeplinit funcția de șef al Marelui Stat Major al Armatei Române (2004-2006).

## Biografie
Eugen Bădălan s-a născut la data de 30 decembrie 1951, în satul Traian (județul Brăila). A absolvit cursurile Școlii Militare de Ofițeri Activi de Infanterie "Nicolae Bălcescu" din Sibiu (1973) și apoi Academia de Înalte Studii Militare, secția Arme Întrunite (1980).:p. 72
Ulterior, și-a perfecționat pregătirea militară urmând cursul postacademic de comandanți de regiment (1985); cursul postacademic superior (1993); un curs de perfecționare în cunoașterea limbii engleze (1999); Colegiul Național de Apărare (2000); master în administrația publică (2003). În anul 1998, a obținut titlul științific de doctor în științe militare, cu teza "Armata de arme întrunite în perspectiva mileniului trei. Contribuții la dezvoltarea doctrinei de luptă a trupelor de uscat".
După absolvirea Școlii de ofițeri, a îndeplinit funcțiile de comandant de pluton și locțiitor de comandant de companie la Regimentul 301 Mecanizat (1973-1977); locțiitor de comandant de batalion, comandant de batalion și ofițer 2 la Regimentul 301 Mecanizat (1977-1983); șef de stat major și comandant la Regimentul 282 Mecanizat (1983-1989); șef de stat major (prim-locțiitor al comandantului) la Divizia 11 Mecanizată din Oradea (1989-1990).

## Rolul jucat pe timpul Revoluției române din 1989
În perioada Revoluției din 1989, maiorul Eugen Bădălan, era șef de Stat Major la Divizia 11 Mecanizată de la Oradea din cadrul Armatei a IV-a Transilvania și avea în subordine 22 ofițeri, cinci maiștri militari, șapte subofițeri, doi oameni din personalul militar civil, 285 gradați și soldați. Divizia respectivă a trimis la Timișoara Batalionul de infanterie pe transportor auto blindat (TAB) din cadrul Regimentului Regimentul 19 Mecanizat Arad. Bădălan a fost acuzat ulterior de presă că, în perioada 17-22 decembrie 1989, s-a ocupat de coordonarea acțiunilor regimentului dislocat la Timișoara. În raza de acțiune a dispozitivelor în care se aflau militari din cadrul Regimentului 19 mecanizate Arad (Piața Libertății-Piața 700, Calea Aradului, Calea Girocului-Complexul studențesc, Calea Șagului-Piața Maria-Tudor Vladimirescu) au murit împușcați 20 de oameni, iar 47 au fost răniți.
Generalul (r) Niculae Spiroiu s-a deplasat la Arad în noiembrie 2004 ca reprezentant al controversatei Organizații pentru Apărarea Drepturilor Omului pentru a întreprinde o anchetă privind implicarea generalului Eugen Bădălan în evenimentele din decembrie '89 de la Arad. Cu acest prilej, el a declarat următoarele: "Pot să vă spun că ceea ce s-a scris în ziare nu este adevărat. Din discuțiile purtate la Arad cu revoluționarii n-a rezultat că Bădălan a ordonat represiunea la Arad. El a fost martor la Timișoara și știa cum s-au desfășurat acolo evenimentele, cum a fost provocată armata așa că el a vrut să evite la Arad provocările. Părerea mea este că Bădălan a acționat cu luciditate la Arad. Chiar a dat aprobare pentru aducerea stației de amplificare de la Casa Armatei, de care s-au folosit apoi revoluționarii." 
Aceste afirmații sunt contrazise de revoluționari recunoscuți, inclusiv Valentin Voicilă, primul conducător arădean postdecembrist, care a declarat următoarele: "Ce aș putea să-mi reproșez totuși ar fi faptul că nu am fost mai categoric împotriva celor doi: Dumitru Marcu și Eugen Bădălan. Trebuia să merg până la conflictul major, la nivel național. Acești oameni nu trebuiau să ajungă generali, să mănânce pâine din pensie de generali. Trebuiau să fie luați la întrebări pentru ceea ce au făcut la Arad."

## După Revoluție
Ulterior, Eugen Bădălan a fost numit în funcțiile de șef de stat major și comandant al Diviziei 67 Mecanizate (1990-1994), apoi comandant al Corpului 8 Armată (1994-1995).
În perioada 18 octombrie 1995 - 12 septembrie 1997, generalul de brigadă Eugen Bădălan a îndeplinit funcția de comandant al Armatei a II-a, dislocată în garnizoana Buzău. Este apoi prim-locțiitor al șefului Statului Major al Trupelor de Uscat (1997-1998); șef al Direcției Protecție și Siguranță Militară - fosta Direcție a Contrainformațiilor Militare (1998-1999); locțiitor și adjunct al șefului Statului Major General (1999-2000).
A fost avansat la gradul de general de corp de armată (cu 3 stele) la 25 octombrie 2000 , fiind numit în funcția de șef al Statului Major al Forțelor Terestre (noiembrie 2000 - octombrie 2004).
La data de 25 octombrie 2004, Eugen Bădălan a fost înaintat la gradul de general de armată (cu 4 stele)  și a fost numit în funcția de șef al Marelui Stat Major al Armatei Române.
În perioada mandatului său la Statul Major General, s-a început urmărirea penală de către DNA la adresa sa în dosarul privind legalitatea unui contract de schimb, derulat în perioada 2000-2004, între Statul Major al Forțelor Terestre și Tofan Group, referitor la trocul autovehicule uzate contra anvelope.
De asemenea, s-au început verificări și într-un alt dosar referitor la un contract de furnizare de uniforme "Rip Stop". El a fost acuzat că în decembrie 2004, împreună cu ministrul Apărării de atunci, Ioan Mircea Pașcu, a semnat un raport, prin prisma căruia s-a perfectat transformarea unui contract din anul 2004 - de livrare de costume militare confecționate din țesătură "Rip Stop" (încheiat cu firma Texplorer Gmbt) - într-un contract multianual pe perioada 2005-2007.
A îndeplinit această funcție până la data de 13 septembrie 2006, când a fost eliberat din funcție la cerere și trecut în rezervă. El a declarat următoarele: "Voi solicita trecerea mea în rezervă, conform legii, pentru că nu putem lăsa Armata Română în stare de provizorat. Nu voi accepta punerea la dispoziție și îi voi mai solicita președintelui verificarea legalității actelor pe baza cărora s-a decis începerea urmăririi penale".
La alegerile parlamentare din 30 noiembrie 2008, Eugen Bădălan a fost ales deputat al colegiului 2 din Municipiul Brăila, din partea Partidului Democrat-Liberal. În cadrul activității sale parlamentare, Eugen Bădălan a fost membru supleant în delegația  Parlamentului României  la Adunarea Parlamentară a NATO precum și membru în grupul parlamentar de prietenie cu Republica Populară China.

## Controverse
În septembrie 2006, procurorii Direcției Naționale Anticorupție au declanșat urmărirea penală impotriva generalului Eugen Bădălan, șef al Statului Major General, învinuit pentru abuz în serviciu contra intereselor publice, în formă calificată  și continuată, în dosarul "Tofan Grup". În acest dosar, este învinuit și predecesorul său la șefia Statului Major General, generalul Mihail Popescu, precum și alți patru ofițeri. Cei doi generali sunt  acuzați că în perioada cât au fost șefi ai Statului Major al Forțelor Terestre (S.M.F.T) au subevaluat prețurile la deșeurile metalice rezultate din dezmembrarea tehnicii militare și au acceptat prețuri supraevaluate la anvelope în contractul încheiat cu SC Tofan Steel SRL.
În anul 2000, s-a semnat un contract prin care Ministerul Apărării (Statul Major al Forțelor Terestre) a cedat firmei Tofan Grup tehnică militară casată primind în schimb anvelope, în valoare totală de 318.592 USD (aprox 6.550.242.901 ROL) la cursul de schimb de la data semnării contractului. Acest contract a fost derulat până în decembrie 2004.
Ulterior, generalul Bădălan că a încheiat un act adițional la acest contract, fiind acuzat că nu a remediat ilegalitățile sesizate de Direcția de Audit Intern din MapN. Prin aceasta, el și-a asumat derularea în continuare a contractului, în aceleași condiții dezavantajoase. În plus, deși valoarea contractului s-a împlinit la data de 2 august 2002, contractul s-a derulat până la 14 septembrie 2004, fără a se încheia un act adițional sau un alt contract, așa cum conveniseră părțile.
După cum afirmă generalul (r) Mircea Vasilescu, directorul Direcției Audit Intern a Ministerului Apărării și cel care a sesizat DNA-ul, "au fost predate firmei Tofan aproximativ 4200 de autovehicule nedezmembrate - transportoare blindate, autobasculante, autobuze, autocisterne, autotractoare și numeroase alte bunuri, foarte multe neprevăzute nici măcar în contract, decontându-se doar 23.300 de tone de deșeuri, în schimbul a 3300 de anvelope, 1700 camere și 700 de bandaje. Cele peste 6000 de anvelope invocate inițial în raportul către ministru s-au transformat în 3300. (...) În urma derulării contractului, se poate afirma cu certitudine că a fost asimilată deșeurilor metalice și tehnica militara care, la momentul perfectării angajamentului cu Tofan Steel, nu era dezmembrată, iar aproximativ 80 la sută nici măcar nu era scoasă din funcțiune. Această tehnica nu putea face legal obiectul schimbului și totuși schimbul s-a făcut".
Prin depășirea fără drept a prevederilor contractului, după cum afirmă DNA, s-ar fi cauzat Armatei un prejudiciu, conform expertizei efectuate în cauză, de 26.379.300.734 ROL. Prin compararea valorii anvelopelor predate cu sumele obținute de SC Tofan Steel SRL de la unitățile de profil unde au predate tehnica nedezmembrată și deșeurile, a rezultat un beneficiu de peste 20 miliarde ROL. În plus, ar mai fi fost predate către Tofan Steel 5.000 tone deșeu fier vechi, 9 tone alamă și 5 tone cauciuc, care nu ar fi fost aprobate la schimb, prin ordin al ministrului.
Eugen Bădălan susține că acel contract a fost legal, iar utilajele trecuseră prin toate procedurile de casare, după ce anterior nu se prezentase nimeni la licitațiile prin care MApN dorea să le vândă ca funcționale. El a semnat un act adițional care schimbau condițiile de la negociere. El afirmă că a semnat un act adițional "pentru a îmbunătăți niște condiții din acest contract". El l-a acuzat pe ministrul suspendat al Apărării, Teodor Athanasiu, că este cel care "a instrumentat să ajung aici".

## Condamnarea penală
Pe 7 decembrie 2011, Înalta Curte de Casație și Justiție a României s-a pronunțat în dosarul "Tofan" și a decis condamnarea celor șase inculpați la câte patru ani de închisoare, cu suspendare sub supraveghere (termen de încercare nouă ani) pentru abuz în serviciu și prejudicii aduse Ministerului Apărării Naționale (MApN).
Toți au fost obligați și la plata despăgubirii de peste 4,5 milioane lei Ministerului Apărării Naționale.
Pe 29 iunie 2012, Eugen Bădălan a fost condamnat definitiv la patru ani de închisoare cu suspendare pentru abuz în serviciu privind înstrăinarea unor bunuri ale Armatei. Instanța juridică a divizat în mod inegal la trei grupe de acuzați suma despăgubirilor pe care acuzații au fost obligați să le plătească. Eugen Bădălan a fost inclus în grupul care a fost condamnat să plătească ceea mai mică sumă - 33,037 de lei.

## Activitatea științifică
Generalul Eugen Bădălan a desfășurat o bogată activitate științifică, fiind autorul a numeroase articole și lucrări publicate în reviste de specialitate. De asemenea, a susținut o serie de comunicări în cadrul unor sesiuni, simpozioane sau conferințe. Este membru al Academiei Oamenilor de Știință din România  și al Fundației Colegiului Național de Apărare.
Începând din anul 2004 este conferențiar universitar la Colegiul Național de Apărare.
El vorbește limbile engleză (bine), franceză (bine) și rusă (satisfăcător). Este căsătorit și are trei copii.

### Lucrări de autor
- Securitatea națională și unele structuri militare românești la cumpăna dintre milenii (2000)
- Trecătorile Carpaților Orientali. Analiză geografico-militară (2001)
- Securitatea României. Actualitate și perspectivă (2002)
- Tratat de tactică militară. Forțele Terestre - 2 vol. (2003)

### Lucrări la care este coautor
- Concepte strategice și operative de actualitate
- Instantanee manageriale
- Cronologia Primului Război Mondial. 1914-1919
- Acțiunile militare altele decât războiul
- Forțe și tendințe în mediul de securitate european (2005) - Premiul "Mareșal Constantin Prezan"
- Asimetria și diosincrasia în acțiunile militare
- Eseu despre arta strategică (Ed. Militară, București, 2005)

## Distincții
În decursul carierei sale militare, generalul Eugen Bădălan a primit mai multe distincții cum ar fi: 
- Premiul „General Ion Sichitiu" al revistei Gândirea Militară (2000) - pentru lucrarea „Securitatea Națională și unele structuri militare românești la cumpăna dintre milenii";
- Premiul „General Ștefan Fălcoianu" al revistei Gândirea Militară (2001) - pentru lucrarea „Trecătorile din Carpații Orientali - analiză geograficomilitară";
- Premiul „Mareșal Alexandru Averescu" al revistei Gândirea Militară (2003) - pentru lucrarea „Tratat de Tactică Militară. Forțele Terestre";
- Diploma de excelență a Academiei Oamenilor de Știință din România (2001);
- Medalia "Meritul Militar" clasa a II-a (1978) și clasa I (1984)
- Ordinul „Meritul Militar" clasa a III-a (1989), clasa a II-a (1993) și clasa I (1998);
- Ordinul Național "Serviciul Credincios" în gradul de Mare Cruce (2000)